# Otmar
Otmar, Audomar – imię męskie pochodzenia germańskiego, złożone ze starowysokoniemieckich ōt, "posiadłość, dobrobyt" i māri, "sławny". Imię to było nadawane w Polsce już w średniowieczu. Wśród świętych, Otmar, opat w Sankt Gallen.
Otmar imieniny obchodzi 16 listopada lub 9 września, jako wspomnienie św. Audomara.
Znane osoby noszące imię Otmar:
- Otmar Hasler – premier Liechtensteinu w latach 2001-2009
- Ottmar Hitzfeld – piłkarz niemiecki

Zobacz też:
- Saint-Omer-en-Chaussée.